# Andere Frauen
Andere Frauen ist ein österreichischer Stummfilm aus dem Jahre 1928 von Heinz Hanus, eine der ersten Produktionen, die sich mit weiblicher Homosexualität beschäftigte. Die weiblichen Hauptrollen verkörpern die Italienerin Rina De Liguoro und die gebürtige Britin Vivian Gibson, die ein lesbisches Paar spielen. Die Geschichte basiert auf Hugo Bettauers Roman Das entfesselte Wien (1924).

## Handlung
Die wohlhabende Russin Sonja Gordon, eine Frau in den „besten Jahren“, hat mit Jutta eine junge, erwachsene Tochter. Sie würde gern in höhere Kreise einheiraten, um endlich die erhoffte gesellschaftliche Anerkennung zu bekommen. Daher geht sie eine Scheinehe mit dem verarmten aber angesehenen und vornehmen Paul ein: Doch in Wahrheit ist Sonja überhaupt nicht an Männern interessiert, sie liebt ausschließlich Frauen. Ihre große Liebe heißt Magda, und von der will sie auch nach der Heirat mit Paul keinesfalls lassen. Der ist darüber tief unglücklich, dass er nur Mittel zum Zweck geworden ist, auch wenn Sonja ihn von Anfang an diesbezüglich nicht im Unklaren ließ. Paul erkennt mit der Zeit, dass er Jutta liebt, die sogar seine Gefühle erwidert. 
Ein finsterer russischer Abenteurer namens Sascha, der einst Sonja mehrfach zu Diensten war, fordert von ihr nun eine Gegenleistung und zwar in Gestalt ihrer Tochter. Sie aber will dem Glück ihrer Tochter nicht im Wege stehen und verweigert sich diesem Ansinnen. Da Sonja aus längst vergangenen Tagen noch einen Brief Saschas besitzt, der ihn als potenziellen Landesverräter ausweist, und nicht bereit ist ihm dieses Schreiben zu übergeben, ermordet Sascha kurzerhand Sonja und ihre Mitwisserin, die Geliebte Magda. Aufgrund der erblühenden Liebe zwischen Paul und Jutta gerät Paul vorübergehend in den Verdacht, die beiden Bluttaten begangen zu haben. Schlussendlich klärt sich aber der Sachverhalt auf, und Paul und Jutta können heiraten und eine gemeinsame Zukunft beginnen.

## Produktionsnotizen
Gedreht ab Jahresende 1927 in Wiens Listo-Ateliers, wurde Andere Frauen am 12. April 1928 im Rahmen einer Interessentenvorführung im Wiener erstmals gezeigt. Massenstart war am 23. November desselben Jahres. Die Länge des mit Jugendverbot belegten Sechsakters betrug 1980 Meter. 
Die Filmbauten entwarf Artur Berger.

## Kritiken
Das Kino-Journal schrieb: „Frauen, die ‚anders’ sind, sollte eigentlich der Titel dieses Filmes heißen, der von der Liebe wider die Natur handelt. Ein bis jetzt selten vorkommendes Sujet, das aber durch die Bearbeitung von Franz Pollak ein interessantes und apartes Thema geworden ist. Dieser Film bietet dem Zuschauer Luxus und Schönheit, doch anderseits wieder so viel seelisches Elend, wie man es am wenigsten in solchen Kreisen, in denen sich der Film entwickelt, vermutet.“

„Die Regie ist dem Stoffe viel schuldig geblieben. Sie bringt, wohl in der anerkennenswerten Absicht die Grenzen der gebotenen Delikatesse nicht zu überschreiten, nur unzureichende Andeutungen und ist auch im Tempo etwas zu langsam.“

Jahrzehnte später heißt es einer umfassenden Betrachtung und Neubewertung von Andere Frauen in Bezug zu Bettauers Roman: „Da der Film die beiden Frauen in den Mittelpunkt rückte, scheinen sie auch weniger negativ gezeichnet zu sein. Das geschah aber nicht als bewusste Korrektur zu Bettauer, sondern weil es den Herstellern einerseits an Mut, dem Filmtitel inhaltlich gerecht zu werden, und andererseits an künstlerischem Vermögen fehlte. (…) Die bei Bettauer höchst negativ charakterisierten Lesben stehen im Film im Mittelpunkt der Handlung, weshalb Andere Frauen als der erste Lesbenfilm der Filmgeschichte bezeichnet werden kann.“